# 旧扎戈拉车站

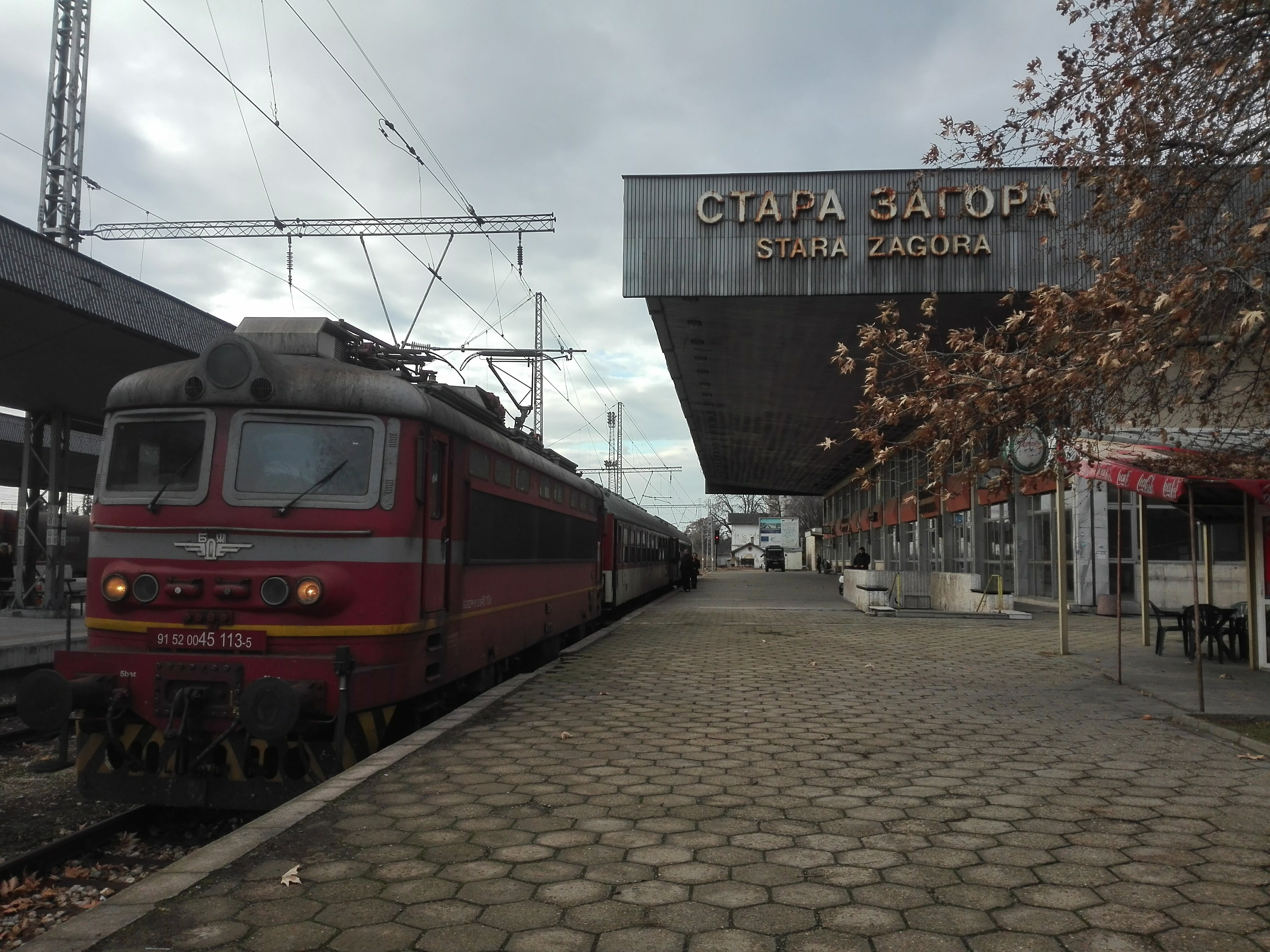
旧扎戈拉車站

旧扎戈拉車站是保加利亞第六大城市旧扎戈拉的主要鐵路車站。該車站是在1970年代設計，之後2014至2020年進行了重建工程。原預計2021年完工，受到新冠疫情、俄烏戰爭等因素影響，完工日預計延至2023年4月。